# Mattie Edwards Hewitt
Pour les articles homonymes, voir Hewitt.
Mattie Edwards Hewitt (octobre 1869 - 1956) est une photographe d'architecture, de paysages et de design,  américaine principalement basée sur la côte est des États-Unis. Au départ, elle est associée à Frances Benjamin Johnston, qui devient plus tard sa compagne, vivant et travaillant avec elle pendant huit ans, à partir de 1909. Ensemble, elles créent le studio Johnston-Hewitt à New York, qui  fonctionne de 1913 à 1917. Elles se sont fait connaître dans le domaine de la photographie d'architecture et de paysages et prennent de nombreuses photos de bâtiments et de jardins célèbres, qui sont intitulées Miss Johnston et Mme Hewitt ou Frances Benjamin Johnston et Mattie Edwards Hewitt,,.
Après la rupture du partenariat avec Johnston, en 1917, Hewitt commence à travailler en solo et devient célèbre en tant que photographe commercial. Elle se lance dans la photographie en se consacrant plus particulièrement à la prise de vues pour des designers, des architectes et des architectes paysagistes, prenant des vues intérieures et extérieures de maisons, d'entreprises et de jardins. Elle continue à exercer cette profession jusqu'à sa mort, à Boston, en 1956.
Un catalogue des travaux de Hewitt, intitulé Portrait d'une époque dans l'architecture du paysage : Les photographies de Mattie Edwards Hewitt, est disponible sous forme d'exposition à la Wave Hill, Bronx, New York.

## Biographie
Mattie Edwards Hewitt naît en octobre 1869 à Saint-Louis, dans le Missouri, dans une famille de la classe moyenne. Après une période d'études artistiques, elle épouse Arthur Hewitt, un photographe. En tant qu'assistante de ce dernier, elle est formée aux principes de la photographie impliquant le traitement et l'impression. 
Elle commence sa carrière de photographe dans une petite entreprise de Saint-Louis, où elle a vécu et apprend le métier au contact des clubs d'appareils photo et des revues de photographie qui sont florissants à la fin du XIXe siècle. Elle est également influencée par un article sur la photographie, de Frances Benjamin Johnston, publié dans le Ladies Home Journal. Elle photographie d'abord  des paysages, l'environnement de sa maison, y compris les poules dans la basse-cour, le chat et le chien. Lors de sa visite à New York, en 1901, pour participer à l'Exposition pan-américaine qui se tient à Buffalo (New York), Hewitt rencontre Johnston, qui est alors une célèbre photographe de Washington D.C. Johnston influence profondément non seulement la carrière photographique de Hewitt, mais aussi sa vie personnelle pendant plusieurs années. Elle devient alors fan de Johnston et commence à lui écrire des lettres pour lui demander son aide sur le plan professionnel et personnel. Hewitt lui demande conseil sur plusieurs sujets, notamment sur la possibilité de donner un emploi à son mari, chez les frères Lumière, les photographes et scientifiques français, dans son nouveau bureau de la côte Est à New York. Elle demande conseil à Johnston pour créer une chambre noire dans sa maison, qui a cependant été construite par son mari ; cette chambre noire faite de murs fixés avec du papier de construction en terre cuite a suffisamment d'étagères et d'espace pour que deux personnes puissent travailler librement ; de cette chambre noire du studio de son mari, elle développe des photographies prises par Johnston.

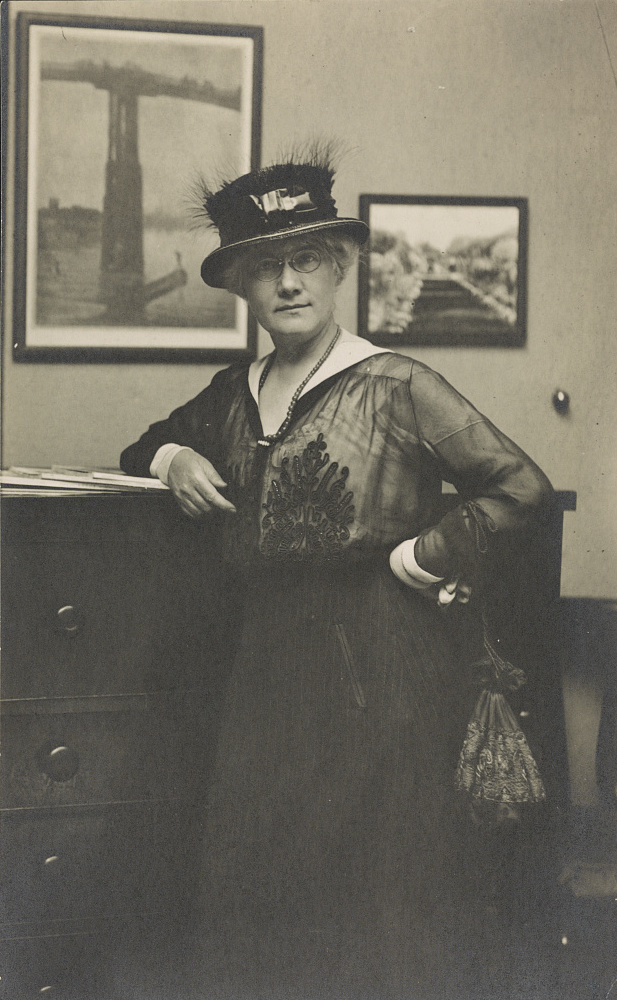
Mattie Edwards Hewitt (entre 1911 et 1917).

La correspondance de Hewitt avec Johnston, qui était essentiellement unilatérale, était assez sensuelle avec déclaration de son amour pour Johnston Ses lettres à Johnston font partie du livre intitulé La femme derrière l'objectif : la vie et l'œuvre de Frances Benjamin Johnston (1864-1952), de Bettina Berch, qui contient également des « échanges épistolaires de lettres d'amour féminin » de nombreuses autres femmes célèbres de l'époque entre Virginia Woolf et Vita Sackville-West, Eleanor Roosevelt et Lorena A. Hickok, Edna St. Vincent Millay et Edith Wynne Matthison (en),  Margaret Mead et Ruth Benedict. L'une des lettres de Hewitt à Johnston disait : « Je me demande pourquoi je m'attends à ce que vous me compreniez mieux que la plupart des gens - est-ce parce que je vous aime tant ? » En se basant sur ces lettres, l'auteur de la biographie affirme que les échanges étaient « indéfectiblement lesbiens... pas très simples ». Cependant, certains spécialistes estiment que ces échanges de lettres romantiques n'étaient pas inhabituels chez la femme du XIXe siècle et les considèrent comme non sensuels. Mais beaucoup d'autres estiment que ces écrits sont un « indice d'une sous-culture lesbienne plus importante, bien qu'immergée »,.
Hewitt divorce ensuite de son mari, Arthur Hewitt, en 1909, et s'installe à New York pour travailler et vivre avec Johnston. Après son divorce, elle dépend de la photographie et l'exerce avec dévouement, et en dit que « c'est le plus fascinant des arts ». Sa carrière photographique est une « transition d'amateur au XIXe siècle à professionnel au XXe siècle », quand il y avait une innovation substantielle dans l'équipement photographique.

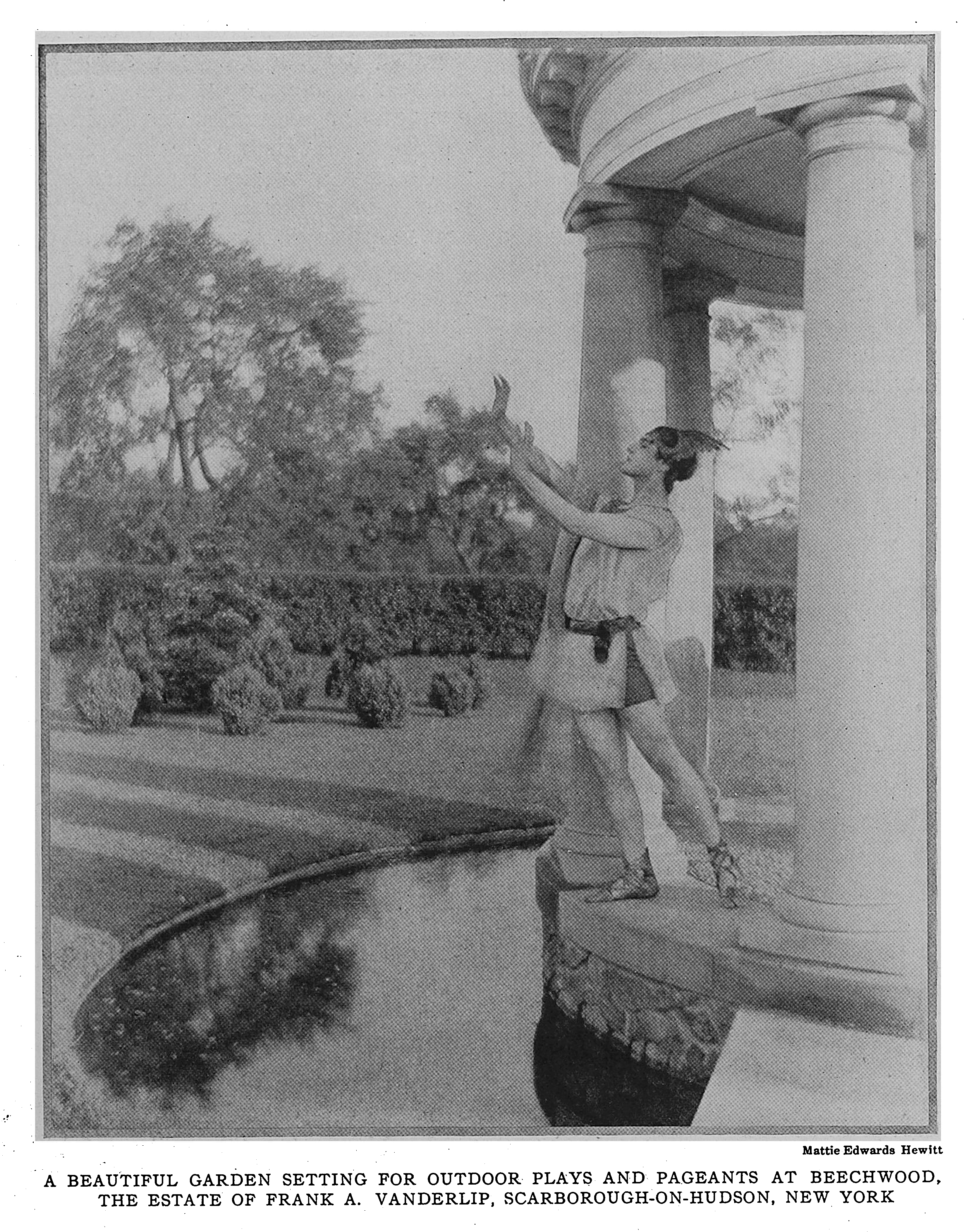
Photo de la Beechwood Mansion, prise par Mattie Edwards Hewitt, pour le magazine Art in Life (août 1919).

Bien qu'elle se soit installée à New York, en 1909, ce n'est qu'en 1913 qu'elle créé, en partenariat avec Johnston, une société de photographie intitulée Johnston-Hewitt Studio à New York, spécialisée dans la photographie d'architecture et de jardins. Alors que Johnston a pour tâche principale de tourner pour le studio, Hewitt y fonctionne comme assistante de la chambre noire. À ce stade, elle dépend de Johnston comme mentor. Cependant, leur partenariat se brise en 1917, pour des raisons inconnues. Hewitt développe ses propres compétences professionnelles dans la photographie de la maison et du jardin et travaille de manière indépendante. À cette époque, elle a une bonne clientèle pour mener ses propres affaires. Avec son bureau à New York, elle devient photographe indépendante et réalise de nombreuses missions en photographiant les manoirs et les jardins des riches de la côte Est. Son neveu Richard Averill Smith l'associe également à certaines de ses missions. Nombre de ses photos sont publiées dans des journaux et des magazines, ainsi que des articles sur les manoirs, dans The New York Times, le Evening Post, House Beautiful (en), House & Garden (en) et Garden Magazine.
En 1910, Hewitt prend des photographies de l'Albert Boardman Estate à Southampton (en) qui sont publiées dans le Southampton Times, en 1912 puis de nouveau en 1916, ce qui met en évidence ses compétences professionnelles. Dans toutes les photos qu'elle a prises, en transportant de lourds appareils photo en bois et des trépieds en bois, pour les clients, elle a également pris des photos supplémentaires qu'elle a proposées aux journaux et aux magazines pour publication dans le cadre d'un article. Elle a également tenu un bon registre de négatifs avec les noms des clients, des architectes et des lieux. Elle a également pris des photos pour des bâtiments de Carrère and Hastings (en) qui a recommandé son travail à d'autres. Selon les mots de Robin S. Karson, Hewitt est « l'une des photographes de jardin les plus connues et les plus lyriques de son époque ». Hewitt a pris des photographies documentant le domaine pour l'exposition de Paris. On a dit de ces photographies qu'elles « scintillent de gouttes de lumière qui se reflètent sur les saules à feuilles brillantes ».